# Мови Канади
У Канаді використовується безліч мов, але офіційними та основними є англійська та французька мови. Згідно з переписом 2016 року англійська та французька мови є рідними для 56,0 % та 21,4 % канадців відповідно. Загалом 86,2 % канадців володіють англійською мовою, тоді як 29,8 % володіють французькою мовою. Відповідно до закону «Про офіційні мови» від 1969 року, англійська та французька мови мають офіційний федеральний статус в країні для всіх державних служб, включаючи суди, і все федеральне законодавство приймається на обох мовах. Нью-Брансвік — єдина канадська провінція, в якій англійська та французька мови конституційно закріплені як офіційні мови. Офіційна мова Квебеку — французька, хоча Конституція провінції вимагає, щоб усі законодавчі акти приймалися як французькою, так і англійською мовами, а судові процеси могли вестись будь-якою мовою. Подібний конституційний захист діє в Манітобі.
Для сприяння більш точного моніторингу двох офіційних мов, перепис населення Канади збирає ряд демолінгвістичних дескрипторів, не занесених до переписів більшості інших країн, включаючи рідну мову, мову спілкування вдома, першу офіційну мову та мову роботи.
Мовне різноманіття Канади виходить за межі двох офіційних мов. У Канаді 4,7 мільйона людей (14,2 % населення) повідомили, що найчастіше вдома розмовляють мовою, відмінною від англійської чи французької, і 1,9 мільйона людей (5,8 % населення) повідомили, що регулярно розмовляють цією мовою, як другою (крім основної домашньої мови — англійської чи французької). Загалом, 20,0 % населення Канади повідомили, що вдома розмовляють мовою, відмінною від англійської чи французької мов. Для приблизно 6,4 мільйона людей іншою мовою була мова іммігрантів, якою розмовляли найчастіше або регулярно вдома, самостійно або разом з англійською чи французькою мовами, тоді як для більш ніж 213 000 людей іншою мовою була мова аборигенів. Нарешті, кількість людей, які повідомили про жестову мову як мову, якою розмовляють вдома, становила майже 25 000 осіб (15 000 найчастіше і 9 800 регулярно).
У Канаді багато мов корінних народів. У сукупності на них говорить менше одного відсотка населення. Близько 0,6 % канадців (або 200 725 осіб) заявляють про корінну мову як свою рідну мову.

## Географічний розподіл
Наступна таблиця детально описує кількість населення кожної провінції та території за рідною мовою, з загальнонаціональними підсумками, по результатам перепису населення Канади 2016 року.
| Провінція/територія        | Загальна чисельність населення | Англійська мова | %       | Французька мова | %       | Інші мови | %       | Офіційна мова |
| -------------------------- | ------------------------------ | --------------- | ------- | --------------- | ------- | --------- | ------- | --- |
| Онтаріо                    | 13 312 870                     | 9 255 660       | 69,52 % | 568 345         | 4,27 %  | 3 865 780 | 29,04 % | Англійська |
| Квебек                     | 8 066 555                      | 718 985         | 8,91 %  | 6 377 080       | 79,06 % | 1 173 345 | 14,54 % | Французька |
| Британська Колумбія        | 4 598 415                      | 3 271 425       | 71,14 % | 71 705          | 1,56 %  | 1 360 815 | 29,59 % | Англійська (де-факто) |
| Альберта                   | 4 026 650                      | 3 080 875       | 76,51 % | 86 705          | 2,15 %  | 952 785   | 23,66 % | Англійська |
| Манітоба                   | 1 261 615                      | 931 410         | 73,83 % | 46 055          | 3,65 %  | 316 120   | 25,06 % | Англійська |
| Саскачеван                 | 1 083 240                      | 910 865         | 84,09 % | 17 735          | 1,64 %  | 173 475   | 16,01 % | Англійська |
| Нова Шотландія             | 912 300                        | 838 055         | 91,86 % | 33 345          | 3,66 %  | 49 165    | 5,39 %  | Англійська (де-факто) |
| Нью-Брансвік               | 736 280                        | 481 690         | 65,42 % | 238 865         | 32,44 % | 25 165    | 3,42 %  | Англійська, Французька |
| Ньюфаундленд і Лабрадор    | 515 680                        | 501 350         | 97,22 % | 3 020           | 0,59 %  | 13 035    | 2,53 %  | Англійська (де-факто) |
| Острів Принца Едварда      | 141 020                        | 128 975         | 91,46 % | 5 395           | 3,83 %  | 7 670     | 5,44 %  | Англійська (де-факто) |
| Північно-західні території | 41 380                         | 32 545          | 78,65 % | 1 365           | 3,30 %  | 8 295     | 20,05 % | Чіпевайан, Крі, Англійська, Французька, Гвічин, Інуїннактун, Інуктитут, Інувіалуктун, Північний Слейві, Південний Слейві, Догриб |
| Юкон                       | 35 555                         | 29 765          | 83,72 % | 1 815           | 5,10 %  | 4 665     | 13,12 % | Англійська, Французька |
| Нунавут                    | 35 695                         | 11 745          | 32,90 % | 640             | 1,79 %  | 24 050    | 67,38 % | Інуїтські мови (Інуктитут, Інуїннактун), Англійська, Французька                                                                  |
| Канада                     | 34 767 255                     | 20 193 340      | 58,08 % | 7 452 075       | 21,43 % | 7 974 375 | 22,94 % | Англійська, Французька |

## Дві офіційні мови

### Домашня мова: динаміка використання мови у 1971—2006 роках

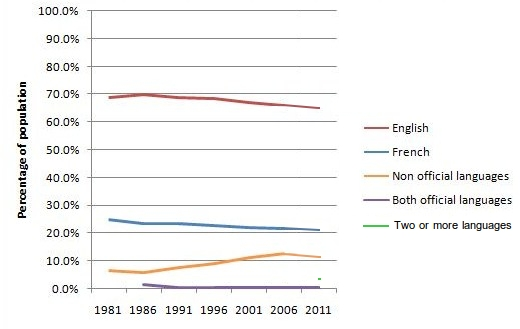
Мови – Статистика Канади.

Відсоток населення, яке найчастіше вдома розмовляє англійською, французькою або обома мовами, зменшився з 1986 року; зниження було найбільшим для французів. Частка населення, яке вдома не розмовляє ні англійською, ні французькою мовами, зросла. Географічно ця тенденція залишається постійною, оскільки використання англійської та французької мов зменшилося як в англомовних, так і у франкомовних регіонах країни. На графіку показано відсоток усього населення Канади, яке найчастіше вдома розмовляє офіційними мовами Канади з 1971 по 2006 рік. Примітно, що між «мовою, якою найбільше говорять вдома», «рідною мовою» та «першою офіційною мовою» є нюанси: дані збираються для всіх трьох, які разом дають більш детальну та повну картину використання мов в Канаді.

### Вживання англійської мови
У 2011 році трохи менше 21,5 мільйона канадців (65 % населення), більшу частину часу вдома розмовляли англійською мовою, тоді як 58 % населення назвали англійську рідною мовою. Англійська мова — основна мова в Канаді, крім Квебеку та Нунавуту. Більшість канадців (85 % населення) можуть говорити англійською. Хоча англійська мова не є основною мовою в Квебеку, 36,1 % Квебекців може розмовляти англійською мовою. В національному масштабі франкофони мають в п'ять разів більше шансів розмовляти англійською мовою, ніж англофони — французькою — 44 % та 9 % відповідно. Лише 3,2 % англомовного населення Канади проживає в Квебеку — переважно в Монреалі.
У 2011 році 28,4 мільйона канадців володіли англійською мовою, тоді як лише 21,6 мільйона канадців розмовляли нею вдома.

### Вживання французької мови
У 2011 році трохи більше 7,1 мільйона канадців найчастіше вдома розмовляли французькою мовою. З них близько 6,1 мільйона або 85 % проживали в Квебеку. Поза межами Квебеку найбільше франкомовне населення зустрічається в Нью-Брансвіку (в якому проживає 3,1 % франкофонів Канади) та в Онтаріо (4,2 %, які проживають переважно в східній та північно-східній частині провінції, а також у Торонто та Оттаві). Загалом 22 % населення Канади називають французьку рідною мовою, тоді як кожен третій канадець розмовляє французькою, а 70 % — одномовні англофони. У деяких інших провінціях існують маленькі франкомовні громади.
У франко-канадців зростає етнічне різноманіття, яке все ще відстає від англомовних частин країни. У 2006 році 91,5 %  франкомовних квебекців вважали себе «французами» або «канадцями» за походженням. Внаслідок зростання імміграції, починаючи з 1970-х років, з країн, в яких французька мова є широко вживаною, 3,4 % квебекців зазначили, що вони мають гаїтянське, бельгійське, швейцарське, ліванське чи марокканське походження. Інші групи не франкомовних іммігрантів (ірландські католики, італійці, португальці та інші), також поколіннями асимілювались у франкомовну громаду. Ірландці, які почали приїжджати у Квебеку у 1830-х роках, були першою подібною групою, що пояснює, чому в Квебеку було п'ять прем'єр-міністрів ірландського етнічного походження: Джон Джонс Росс (1884—1887), Едмунд Джеймс Флінн (1896—1897), Данієль Джонсон-старший (1966—1968), П'єр-Марк Джонсон (1985) та Данієль Джонсон-молодший (1994).
У 1991 році через мовну асиміляцію франкофонів за межами Квебеку, понад мільйон канадців, які заявляли про англійську як свою рідну мову, мали французьке етнічне походження (перепис 1991 року).

### Двомовність та багатомовність проти англо-французької двомовності
|                                                                                   |
| Здатність канадців розмовляти англійською та французькою мовами (1931–2001 роки). |

|                                                                                                |
| Рівень двомовності (французька та англійська мови) в Квебеку та решта Канади (1941–2006 роки). |

За даними перепису населення 2011 року, 98,2 % жителів Канади знають одну чи обидві офіційні мови країни. У період з 2006 по 2011 рік кількість осіб, які повідомили, що можуть розмовляти на обох офіційних мовах Канади, збільшилася майже на 350 000 до 5,8 мільйона. Рівень двомовності населення Канади збільшився з 17,4 % у 2006 році до 17,5 % у 2011 році. Зростання англо-французької двомовності в Канаді було пов'язано головним чином із збільшенням кількості квебекців, які повідомили про можливість розмовляти англійською та французькою мовами.
Двомовність щодо неофіційних мов також зросла, більшість людей розмовляють англійською мовою, плюс мова іммігрантів, наприклад Пенджабі чи Мандаринська мова.

#### Географічний розподіл англо-французької двомовності
| |
| Географічний розподіл двомовних канадців порівняно із загальним населенням Канади (1941–2006 роки) (дані в таблиці нижче) |

| |
| «Двомовний пояс». У більшій частині Канади переважає англійська чи французька мови. Лише в переривчастому «поясі», що простягається між північним Онтаріо та північним Нью-Брансвіком, та в кількох інших відокремлених районах, обидві мови регулярно змішуються. Англійська мова Англійська та французька мови («Двомовний пояс») Французька мова Малонаселені території (< 0,4 людини на км2) |

| Рік  | Двомовні канадці | % Квебек | % Інша частина Канади | Загальна кількість населення | % Квебек | % Інша частина Канади |
| ---- | ---------------- | -------- | --------------------- | ---------------------------- | -------- | --------------------- |
| 1941 | 1 472 858        | 59,9 %   | 39,5 %                | 11 506 700                   | 29,0 %   | 71,0 %                |
| 1951 | 1 727 400        | 60,1 %   | 39,9 %                | 14 009 400                   | 28,9 %   | 71,1 %                |
| 1961 | 2 231 200        | 60,0 %   | 40,0 %                | 18 238 200                   | 28,8 %   | 71,2 %                |
| 1971 | 2 900 150        | 57,4 %   | 42,6 %                | 21 568 310                   | 27,9 %   | 72,1 %                |
| 1981 | 3 681 955        | 56,1 %   | 43,9 %                | 24 083 495                   | 26,4 %   | 73,6 %                |
| 1986 | 4 056 155        | 54,9 %   | 45,1 %                | 25 022 005                   | 25,8 %   | 74,2 %                |
| 1991 | 4 398 655        | 54,9 %   | 45,1 %                | 26 994 045                   | 25,2 %   | 74,8 %                |
| 1996 | 4 841 320        | 55,0 %   | 45,0 %                | 28 528 120                   | 24,2 %   | 75,8 %                |
| 2001 | 5 231 575        | 55,6 %   | 44,0 %                | 29 639 030                   | 24,0 %   | 76,0 %                |
| 2006 | 5 448 850        | 55,4 %   | 44,6 %                | 31 241 030                   | 23,8 %   | 76,2 %                |
| 2016 | 6 251 485        | 57,9 %   | 42,1 %                | 34 767 255                   | 23,2 %   | 76,8 %                |

Згідно з переписом 2011 року, 94,3 % квебекців володіють французькою мовою, та 47,2 % — англійською. Двомовність (з двох офіційних мов) значною мірою обмежується самим Квебеком і смугою території, яку іноді називають «двомовним поясом», що тягнеться на схід від Квебеку до північного Нью-Брансвіку та західної частини Оттави та північного сходу Онтаріо. 85 % двомовних канадців проживають у Квебеку, Онтаріо та Нью-Брансвіку. Більшість усіх двомовних канадців (57,4 %) є квебекцями, а високий відсоток двомовного населення в іншій частині Канади проживає в безпосередній близькості від кордону Квебеку.
Аналогічно, двомовність в Квебеку зросла вище та швидше, ніж на решті території Канади. У Квебеку рівень двомовності збільшився з 26 % населення, здатного говорити англійською та французькою мовами в 1951 році, до 42,5 % у 2011 році. Станом на 2011 рік у решті Канади (крім Квебеку) рівень двомовності становив 7,5 % населення.

#### Пропорції англо-французької двомовності
Англо-французька двомовність є найвищою серед представників локальних мовних меншин. Канадці дуже рідко вміють розмовляти лише офіційною мовою меншин свого регіону (французька за межами Квебеку або англійська в Квебеку). Лише 1,5 % канадців здатні розмовляти лише офіційною мовою меншини, і більшість з них (90 %) живуть у двомовному поясі.
Як видно з наведеної нижче таблиці, показники двомовності значно вище серед осіб, які належать до групи мовної меншини для свого регіону Канади, ніж серед представників місцевої мовної більшості. Наприклад, у Квебеку близько 37 % двомовних канадців — франкофони, тоді як за межами Квебеку їх лише 4,5 % населення.
|             | Англофони | Франкофони | Алофони |
| ----------- | --------- | ---------- | ------- |
| Квебек      | 66,1 %    | 36,6 %     | 50,4 %  |
| Інша Канада | 7,1 %     | 85,1 %     | 5,7 %   |

### Меншини офіційної мови
Франкомовні канадці за межами Квебеку і англомовні квебекці — меншини офіційної мови. Ці спільноти:
- Квебек = Англо-квебекці
- Онтаріо = Франко-онтарійці
- Манітоба = Франко-манітобці[en]
- Саскачеван = Франсаскуа[en]
- Альберта = Франко-альбертинці[en]
- Британська Колумбія = Франко-колумбійці[en]
- Юкон = Франко-юконці[en]
- Північно-Західні території  = Франко-Тенуа[en]
- Нунавут  = Франко-нунавутці[en]
- Ньюфаундленд і Лабрадор = Франко-ньюфаундленці[en]
- Нью-Брансвік,  Острів Принца Едварда,  Нова Шотландія = Акадійці
- Нью-Брансвік (Мадаваска) = Брейонці[en]

#### Французька мова за межами Квебеку
Індекс безперервності мови представляє залежність між кількістю людей, які найчастіше вдома розмовляють французькою мовою, та кількістю людей, для яких французька — рідна мова. Індекс безперервності менше одного вказує на те, що французька має більше втрат, ніж здобутків. Поза межами Квебеку, Нью-Брансвік має найвищий коефіцієнт безперервності французької мови. Британська Колумбія та Саскачеван мають найнижчий коефіцієнт безперервності французької мови. З 1971 по 2011 рік загальний коефіцієнт безперервності французької мови за межами Квебеку знизився з 0,73 до 0,45. Спад був найбільшим у Манітобі, Саскачевані та Ньюфаундленді.
| Провінція/Територія        | 1971 | 1981 | 1991 | 1996 | 2001 | 2006 | 2011 |
| -------------------------- | ---- | ---- | ---- | ---- | ---- | ---- | ---- |
| Нью-Брансвік               | 0,92 | 0,93 | 0,93 | 0,92 | 0,91 | 0,91 | 0,89 |
| Квебек                     | -    | -    | 1,01 | 1,01 | 1,02 | 1,03 | 1,03 |
| Нунавут                    | -    | -    | -    | -    | 0,54 | 0,57 | 0,58 |
| Канада                     | -    | -    | 0,96 | 0,96 | 0,96 | 0,97 | 0,97 |
| Онтаріо                    | 0,73 | 0,72 | 0,63 | 0,61 | 0,60 | 0,60 | 0,57 |
| Нова Шотландія             | 0,69 | 0,69 | 0,59 | 0,57 | 0,56 | 0,53 | 0,51 |
| Острів Принца Едварда      | 0,60 | 0,64 | 0,53 | 0,53 | 0,48 | 0,49 | 0,47 |
| Манітоба                   | 0,65 | 0,60 | 0,49 | 0,47 | 0,46 | 0,45 | 0,42 |
| Юкон                       | 0,30 | 0,45 | 0,43 | 0,46 | 0,46 | 0,49 | 0,57 |
| Північно-західні території | 0,50 | 0,51 | 0,47 | 0,43 | 0,39 | 0,46 | 0,51 |
| Ньюфаундленд і Лабрадор    | 0,63 | 0,72 | 0,47 | 0,42 | 0,42 | 0,36 | 0,46 |
| Альберта                   | 0,49 | 0,49 | 0,36 | 0,32 | 0,33 | 0,33 | 0,36 |
| Саскачеван                 | 0,50 | 0,41 | 0,33 | 0,29 | 0,26 | 0,26 | 0,26 |
| Британська Колумбія        | 0,30 | 0,35 | 0,28 | 0,29 | 0,29 | 0,30 | 0,29 |

## Унікальні для Канади неофіційні мови

### Мови корінних народів
Канада має багато різноманітних мов корінних народів, якими більше ніде не говорять. У Канаді існує 12 мовних груп корінних народів, які складаються з понад 65 різних мов та діалектів, включаючи багато мов жестів. З них лише мови крі, інуктитут та оджибве мають велику кількість носіїв, які вільно володіють мовами, щоб вважатися життєздатними та вижити в довгостроковій перспективі. До колонізації багатомовність була поширеною серед корінних народів, які часто були кочовими. Однак система резервацій створила більш постійні осілі групи, які, як правило, вибирали лише одну зі своїх різних мов предків, щоб спробувати її зберегти в умовах посилення англізації.
Дві території Канади надають офіційний статус рідним мовам. У Нунавуті, інуктитут та інуїннактун (відомі як мова інуїтів), є офіційними мовами поряд із національними — англійською та французькою мовами. Мовою інуктитут оформлюються написи на дорожніх знаках. У Північно-західних територіях існує одинадцять офіційних мов: чіпевайан, крі, англійська, французька, гвічин, інуїннактун, інуктитут, інувіалуктун, північний слейві, південний слейві, догриб. Дорожні знаки оформлюються лише англійською та французькою мовами; офіційний статус дає право громадянам отримувати послуги та мати справу з урядом цими мовами.
Згідно з переписом 2011 року, менше одного відсотка канадців (213 485) повідомили про мову корінних народів, як про свою рідну мову, та менше одного відсотка канадців (132 920) повідомили про мову корінних народів, як про мову, якою вони спілкуються вдома.
Враховуючи руйнування державних структур корінних народів, науковці зазвичай класифікують корінні народи Канади за регіонами на «культурні регіони» або по сім'ям корінних мов:
- Арктичний культурний регіон — (Ескімосько-алеутські мови)
- Субарктичний культурний регіон — (Мови на-дене — Алґські мови)
- Східний Вудлендский (Північно-східний) культурний регіон — (Алґські та Ірокезькі мови)
- Рівнинний культурний регіон — (Сіуанські мови)
- Культурний регіон північно-західного Плато — (Салішські мові)
- Культурний регіон північно-західного узбережжя — (Хайда, Цимшианські мови та Вакашські мови)

| Мови корінних народів  | Кількість носіїв мови | Рідна мова | Домашня мова |
| ---------------------- | --------------------- | ---------- | ------------ |
| Крі                    | 99 950                | 78 855     | 47 190       |
| Інуктитут              | 35 690                | 32 010     | 25 290       |
| Оджибве                | 32 460                | 11 115     | 11 115       |
| Інну                   | 11 815                | 10 970     | 9 720        |
| Чіпевайан              | 11 130                | 9 750      | 7 490        |
| Оджи-крі               | 12 605                | 8 480      | 8 480        |
| Мікмак                 | 8 750                 | 7 365      | 3 985        |
| Дакота/Сіу             | 6 495                 | 5 585      | 3 780        |
| Атікамек               | 5 645                 | 5 245      | 4 745        |
| Блекфут                | 4 915                 | 3 085      | 3 085        |
| Тлічо або Догриб       | 2 645                 | 2 015      | 1 110        |
| Алгонквінська          | 2 685                 | 1 920      | 385          |
| Керрієр                | 2 495                 | 1 560      | 605          |
| Гітксан                | 1 575                 | 1 175      | 320          |
| Чілкотін               | 1 400                 | 1 070      | 435          |
| Північний Слейві       | 1 235                 | 650        | 650          |
| Південний Слейві       | 2 315                 | 600        | 600          |
| Малісіт                | 790                   | 535        | 140          |
| Чипевіан               | 770                   | 525        | 125          |
| Інуїннактун            | 580                   | 370        | 70           |
| Гвічин                 | 570                   | 355        | 25           |
| Могавк                 | 615                   | 290        | 20           |
| Шусвап                 | 1 650                 | 250        | 250          |
| НісгааNisga'a          | 1 090                 | 250        | 250          |
| Тлінгітська            | 175                   | 0          | 0            |
| Інуїтська жестова мова | 47                    | Невідомо   | Невідомо     |

### Піджини, змішані та торгові мови
У Канаді під час європейської колонізації, поселення, як правило, були мовно різноманітним та мінливими, оскільки культури, що користувалися різними мовами, зустрічалися та взаємодіяли. Потреба у спільних засобах спілкування між корінними жителями та новоприбулими з метою торгівлі та (в деяких випадках) шлюбів, спричинила розвиток гібридних мов. Ці мови, як правило, були сильно локалізованими. Ними розмовляла лише невелика кількість людей, які були здатні говорити іншою мовою. Локалізовані мови зберігалися короткий період часу, перш ніж їх знищили приїздом великої кількості постійних поселенців, які говорили англійською чи французькою мовами.

#### Мічиф
Мічиф (також відома як Мітчиф, Мечиф, Мічиф-Крі, Метиф, Метчиф та Французька крі) — змішана мова, що розвивалася в межах спільноти канадських метисів. В його основі лежать елементи крі, оджибве та французької мови. Сьогодні на Мічиф говорить менше 1000 осіб у Саскачевані, Манітобі та Північній Дакоті. На піку вживання, біля 1900 року, мовою Мічиф користувалося приблизно втричі більше людей.

#### Баскський піджин
Алгонквінсько-баскський піджин — піджин, який розвинувся у 16-му столітті з баскської мови у прибережних районах затоки Святого Лаврентія та протоки Бель-Айл в результаті контакту баскських китобоїв та місцевого алгонкінського населення.

#### Чінукський жаргон
У Британській Колумбії, Юконі та на всьому Тихоокеанському північному заході на початку 19 століття з'явилася мова, що називається «Чінукський жаргон», яка була поєднанням чінукської мови, мов нутка, халкомелем, французької та англійської з використанням деяких слів і з інших мов.

### Жестові мови
| Жестова мова північноамериканських народів Інуїтська жестова мова Гавайська жестова мова Приморська жестова мова | Жестова мова Плато Жестова мова Мартас-Віньярд Жестова мова Геннікер Жестова мова Сенді Рівер |

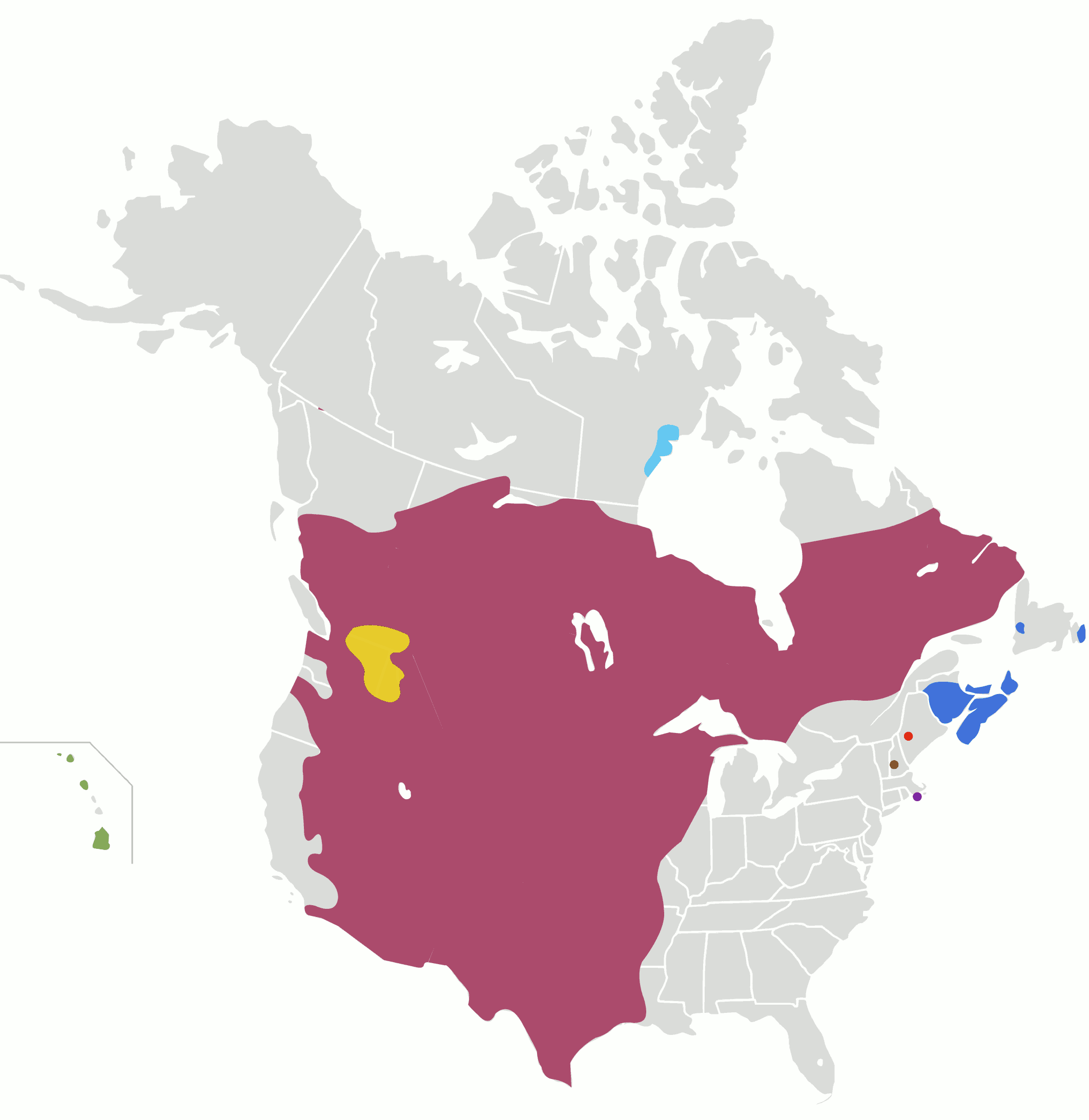
Розповсюдження жестових мов в США та Канаді, за винятком АЖМ та Квебекської жестової мови.
Жестова мова північноамериканських народів
Інуїтська жестова мова
Гавайська жестова мова
Приморська жестова мова
Жестова мова Плато
Жестова мова Мартас-Віньярд
Жестова мова Геннікер
Жестова мова Сенді Рівер

Поряд із численними та різноманітними усними мовами, Канада також має декілька мов жестів. В даний час у Канаді — п'ять або більше мов жестів (ця кількість зростає з ймовірно того, що жестова мова північноамериканських народів — це насправді мовна сім'я з кількома мовами), що належать до чотирьох різних мовних сімей, серед яких: французька, британська та дві ізольовані (інуїтська та північноамериканська).
Як і у всіх мовах жестів у всьому світі, які розвивалися природним шляхом, це природні, людські мови, відмінні від будь-яких усних. Як така, американська жестова мова (на відміну від англійської жестової мови) — подібна до англійської не більше ніж російська. Деякі з присутніх тут мов були торговими піджинами, які спочатку використовувались як система спілкування через національні та мовні перешкоди, але з часом переросли у зрілі мови.
Мови жестів Канади мають вкрай обмежені права всередині країни в основному через дезінформацію населення щодо цього питання. Онтаріо є єдиною провінцією чи територією, яка формально використовує будь-яку жестову мову, сприяючи використовувати американську жестову мову, жестову мову Квебеку та «Мову жестів першої нації» лише у галузі освіти, законодавства та судочинства.

#### Американська жестова мова
Найбільш розповсюджена жестова мова у Канаді — американська жестова мова. Її можна зустріти по всій країні в більшості англофонних регіонів. Зв'язок з англофонами Канади не обумовлено схожістю АЖМ та англійської мови, вони пов'язані з культурною схожістю та мовною історією (оскільки кілька слів АЖМ запозичені з англійської). Таким чином, АЖМ можна знайти і в районах, де англійська мова не є основною мовою, наприклад, Монреаль чи Нунавут. Американська жестова мова є частиною сім'ї французьких мов жестів, яка походить зі Східного узбережжя Сполучених Штатів Америки, та є поєднанням французької жестової мови та інших місцевих мов.

#### Квебекська жестова мова
Квебекська жестова мова або LSQ (Langue des signes québécoise) є другою найбільш розповсюдженою жестовою мовою у країні. Використовується в основному в Квебеку та навколо нього, також можна зустріти в Онтаріо, Нью-Брансвіку та інших частинах країни, як правило, навколо франкофонних громад через історичні зв'язки з французькою мовою. Хоча приблизно 10 % населення Квебеку є глухими або мають проблеми зі слухом, лише 50 000 — 60 000 дітей використовують квебекську жестову мову як свою рідну мову. Квебекська жестова мова разом з американською жестовою мовою — частина родини французьких мов жестів. Таким чином, обидві мови є взаємнозрозумілими.

#### Приморська жестова мова
Приморська жестова мова — мова британської сім'ї жестових мов. Вона використовувалася як мова освіти для глухого населення у Новій Шотландії, Нью-Брансвіку та на острові Принца Едварда до того, як американська жестова мова стала популярною в середині 20 століття. Її все ще пам'ятають деякі літні люди, але це мова, яка може зникнути. Завдяки змішуванню мов у Приморських провінціях утворився унікальний діалект американської жестової мови. Точна кількість людей, які використовують приморську жестову мову, невідома.

#### Інуїтська жестова мова
Інуїтська жестова мова, також відома як Inuiuuk — мова, яка критично зникає, так як залишилося близько 50 мовців. Це мовний ізолят і дослідники знайшли її лише в Нунавуті, проте є теорії, що вона поширюється по північному полярному колу. Про історію мови відомо мало, але докладаються зусилля для документування та пожвавлення мови.

### Канадські діалекти європейських мов

#### Канадська ґельська мова
Шотландською ґельською мовою розмовляло багато емігрантів, які селилися в окрузі Гленгаррі, Онтаріо та прибережних районах — переважно в долині річки Рестігуш в Нью-Брансвіку, в центрі і південно-східній частині острова Принца Едварда та по всій півночі Нової Шотландії — зокрема, острові Кейп-Бретон. Незважаючи на те, що канадський ґельський діалект в основному зник, регіональні анклави зберігаються. Вони в основному зосереджені в родинах, глибоко відданих кельтським традиціям. Наразі в Новій Шотландії 500—1000 носіїв діалекту, які вільно ним володіють та живуть переважно в північно-західній частині острова Кейп-Бретон. У Новій Шотландії були спроби запровадити «Ґельське занурення» за моделлю «Французького занурення». Крім того, формальне післявишівське вивчення ґельської мови та культури доступне в університеті Святого Франциска Ксав'єра (Антігоніш), університеті Святої Марії (Галіфакс) та університеті Кейп-Бретона.

#### Френглійська мова та Чіак
Френглійська мова — поєднує синтаксис англійської та французької мов, граматику та лексику, що утворює унікальну міжмовність. Хоча багато канадців ледве розмовляє французькою мовою, вони часто запозичують французькі слова у своїх реченнях. Це явище частіше зустрічається у східній половині країни, де спостерігається більша щільність франкофонного населення.
Одним із цікавих прикладів є Чіак, популярне поєднання акадійської французької та канадської англійської, але насправді безперечний різновид французької мови, яка є рідною для приморських провінцій (зокрема, Нью-Брансвік, який має численне акадійське населення).

#### Валлійська мова
Валлійці зустрічаються на Ньюфаундленді. Частково це є наслідком валлійських поселень з 17-го століття. Також був приплив близько 1 000 патагонських валлійців, які мігрували до Канади з Аргентини після Фолклендської війни 1982 року. Валлійські мігранти з Аргентини вільно володіють іспанською, а також англійською та валлійською мовами.

#### Акадійська французька мова
Акадійська французька мова — це унікальна форма канадської французької мови, яка містить не лише чітко виражені канадські фрази, але й морські терміни, англійські запозичені слова, мовні особливості, що зустрічаються лише у старих формах французької мови, а також у англійському діалекті приморських провінцій.

#### Канадський діалект української мови
Канадський діалект української мови — діалект української мови, що утворився в середовищі перших двох хвиль української імміграції в Західну Канаду та їх нащадків. Діалект розвивався в певній ізоляції від носіїв мови у тодішній Австро-Угорщині та Російській імперії, а пізніше у Польщі та Радянському Союзі.

#### Російська мова духоборів
Громада духоборів Канади, особливо в Ґранд-Фолкс і Каслґар в Британській Колумбії, зберегла свій чіткий діалект російської мови. Він має багато спільного з південним діалектом російської мови, також має деякі спільні риси з українською. Версії цього діалекту вимирають у регіонах Грузії та Росії, де духобори розділилися на менші групи.

#### Банджі
Банджі — діалект англійської мови, що розвинувся в межах спільноти канадських метисів в районі річки Ред-Рівер у Манітобі. На цей діалект також вплинули мови крі та шотландська ґельська. Єдине академічне дослідження діалекту проводилося у 1989 році, на той час лише шість носіїв мови Банджі були живими.

## Офіційна двомовність

### Мовна політика федерального уряду

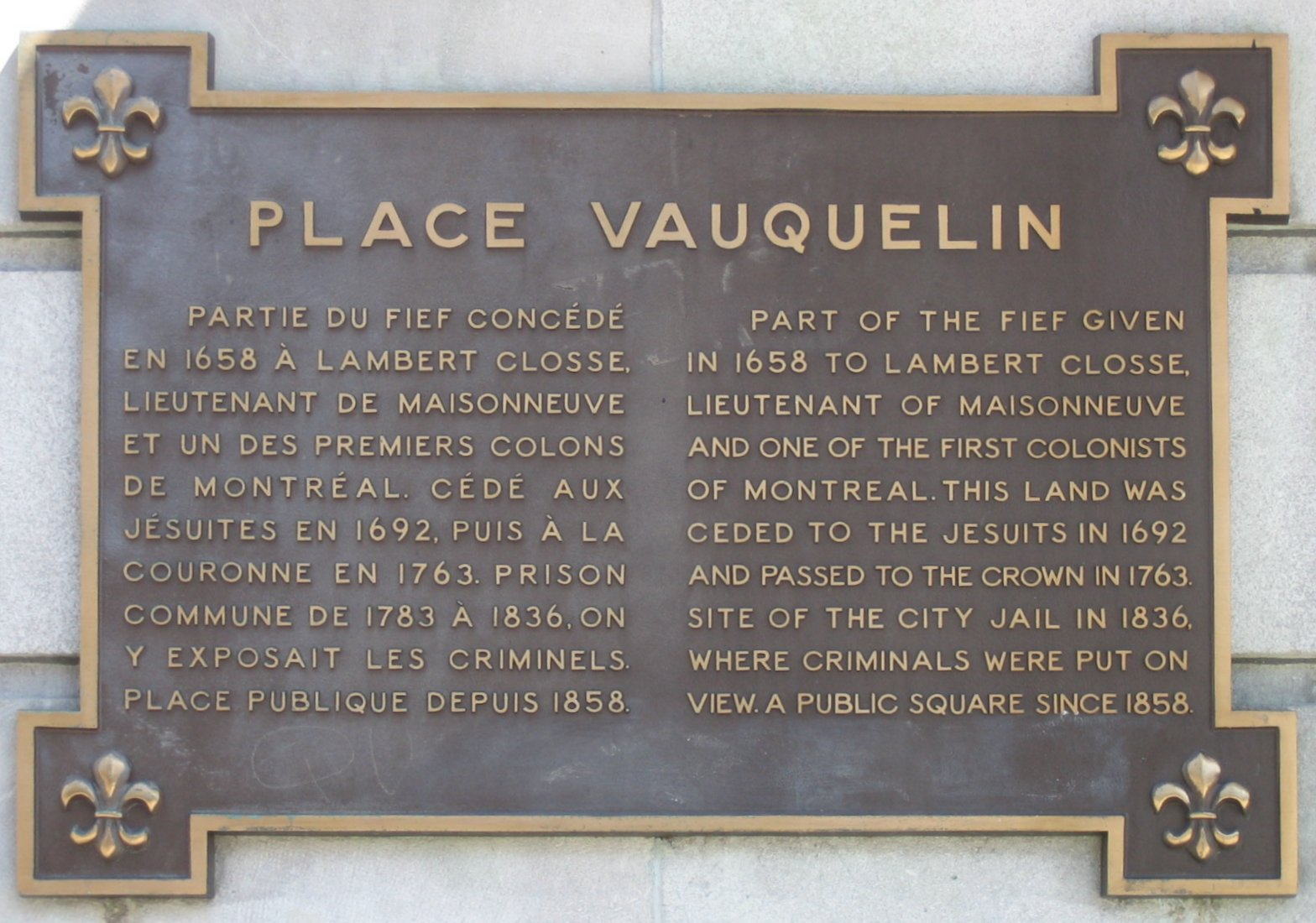
Двомовна табличка в Монреалі

Англійська та французька мови мають рівний статус у федеральних судах, Парламенті Канади та у всіх федеральних установах.
Громадськість має право, коли є достатній попит, отримувати послуги федерального уряду англійською чи французькою мовами. Іммігранти, які подають заяву на отримання канадського громадянства, зазвичай мають говорити англійською або французькою мовами.
Принципи двомовності в Канаді захищені в розділах 16-23 Канадської Хартії прав і свобод 1982 року:
- Французька та англійська мови однакові федеральні офіційні мови;
- Дебати в парламенті можуть відбуватися будь-якою офіційною мовою;
- Федеральні закони друкуються на обох офіційних мовах з рівними повноваженнями;
- Будь-хто може мати справу з будь-яким судом, заснованим Парламентом, будь-якою офіційною мовою;
- Кожна людина має право отримувати послуги від федерального уряду на свій вибір офіційної мови;
- Члени групи мов меншин однієї з офіційних мов, якщо їх вивчають і досі розуміють (тобто, володіють французькою мовою в більш англомовних провінціях, або навпаки) або отримують початкову шкільну освіту цією мовою, мають право навчати своїх дітей державній освіті на їхній мові.

Закон про офіційні мови Канади, вперше прийнятий у 1969 році та оновлений у 1988 році, надає англійській та французькій мовам рівний статус у всіх федеральних установах.

### Мовна політика провінцій та територій Канади

#### Офіційна двомовність або багатомовність: Нью-Брансвік та три території
Нью-Брансвік та три території Канади надали офіційний статус більше ніж одній мові. У випадку з Нью-Брансвіком це означає ідеальну рівність. В інших випадках іноді визнання офіційних мов формальне, послуги офіційними мовами, крім англійської, обмежені.
Офіційні мови:
- Нью-Брансвік: англійська та французька. Нью-Брансвік офіційно двомовний з 1960-х. Офіційно двомовний статус провінції закріплений у Канадській Хартії прав і свобод з 1980-х років.
- Північно-західні території: чіпевайан, крі, англійська, французька, гвічин, інуїннактун, інуктитут, інувіалуктун, північний слейві, південний слейві, догриб[8].
- Нунавут: інуїтські мови (інуктитут, інуїннактун), англійська, французька[9].
- Юкон: англійська та французька.

#### Офіційно лише французька мова: Квебек
До 1969 року Квебек був єдиною офіційно двомовною провінцією Канади, і більшість державних установ функціонували на обох мовах. Англійська мова також використовувалася в законодавчих органах, урядових комісіях та судах. З прийняттям Хартії французької мови (також відомою як «Білль 101») Національною асамблеєю Квебеку в серпні 1977 року, французька мова стала єдиною офіційною мовою Квебеку. Однак Хартія французької мови перераховує певний набір мовних прав англійської мови та мов корінних народів, а державні служби доступні для певних громадян та в певних регіонах провінції англійською мовою. Крім того, низка судових рішень змусили уряд Квебеку збільшити кількість англомовних послуг, ніж передбачених первісними умовами Хартії французької мови. Регіональні установи регіону Нунавік на півночі Квебеку надають послуги на мовах Інуктитут та Крі.

#### Де фактолише англійська мова або обмежена кількість франкомовних послуг: інші вісім провінцій
Більшість провінцій мають закони, які визначають лише англійську мову або обидві мови (англійську та французьку) офіційними мовами законодавства та судів, але можуть мати положення щодо освіти та бюрократії.
Наприклад, в Альберті англійська та французька мови — офіційні мови дебатів у Законодавчій Асамблеї, але закони можуть бути виключно англійською мовою, і немає жодної юридичної вимоги, щоб вони перекладалися на французьку мову. Французька мова може використовуватися в деяких нижчих інстанціях, а освіта пропонується обома мовами, але бюрократичний апарат функціонує майже виключно англійською мовою. Тому, хоча Альберта офіційно не лише англомовна провінція, англійська має фактично вищий статус, ніж французька мова. Провінції Онтаріо та Манітоба подібні Альберті, але дозволяють отримати більше послуг французькою мовою на місцевому рівні.